# Rio Água Matoso
O Rio Água Matoso é um curso de água do arquipélago de São Tomé e Príncipe, localizado no distrito de Lembá, ilha de São Tomé, corre para Oeste até encontrar o mar onde desagua entre a Praia da Moça e a Praia de Santa Catarina, depois de atravessar as localidades de Santa Jenny, de Santa Jenny de Quatro Caminhos e Apaga Fogo.